# Acanthonevra imparata
Acanthonevra imparata
 es una especie de insecto del género Acanthonevra de la familia Tephritidae del orden Diptera. 

## Historia
Erich Martin Hering la describió científicamente por primera vez en el año 1951.